# Sportlövészet a 2014. évi nyári ifjúsági olimpiai játékokon
A 2014. évi nyári ifjúsági olimpiai játékokon a sportlövészet versenyeinek a Fangshan Sports Training Base adott otthont augusztus 17. és 22. között. A fiúknál és a lányoknál 2–2, valamint két vegyes versenyszámban avattak ifjúsági olimpiai bajnokot.

## Naptár
Az időpontok helyi idő szerint (UTC+8) értendők.
| Dátum         | Időpont | Versenyszám                                   |
| ------------- | ------- | --------------------------------------------- |
| Augusztus 17. | 09:00   | Lány 10 m légpisztoly, selejtező              |
| Augusztus 17. | 11:00   | Lány 10 m légpisztoly, döntő                  |
| Augusztus 18. | 09:00   | Fiú 10 m légpisztoly, selejtező               |
| Augusztus 18. | 11:15   | Fiú 10 m légpisztoly, döntő                   |
| Augusztus 19. | 09:00   | Lány 10 m légpuska, selejtező                 |
| Augusztus 19. | 11:00   | Lány 10 m légpuska, döntő                     |
| Augusztus 20. | 09:00   | Fiú 10 m légpuska, selejtező                  |
| Augusztus 20. | 11:15   | Fiú 10 m légpuska, döntő                      |
| Augusztus 20. | 13:15   | Vegyes csapat 10 m légpisztoly, selejtező     |
| Augusztus 20. | 15:00   | Vegyes csapat 10 m légpisztoly, nyolcaddöntők |
| Augusztus 21. | 09:00   | Vegyes csapat 10 m légpisztoly, negyeddöntők  |
| Augusztus 21. | 11:00   | Vegyes csapat 10 m légpisztoly, döntő         |
| Augusztus 21. | 13:45   | Vegyes csapat 10 m légpuska, selejtező        |
| Augusztus 21. | 15:30   | Vegyes csapat 10 m légpuska, nyolcaddöntők    |
| Augusztus 22. | 09:00   | Vegyes csapat 10 m légpuska, negyeddöntők     |
| Augusztus 22. | 11:00   | Vegyes csapat 10 m légpuska , döntő           |

## Éremtáblázat
(A táblázatokban Magyarország és a rendező ország eltérő háttérszínnel, az egyes számoszlopok legmagasabb értéke vastagítással kiemelve.)
| A 2014. évi nyári ifjúsági olimpiai játékok éremtáblázata sportlövészetben | A 2014. évi nyári ifjúsági olimpiai játékok éremtáblázata sportlövészetben | A 2014. évi nyári ifjúsági olimpiai játékok éremtáblázata sportlövészetben | A 2014. évi nyári ifjúsági olimpiai játékok éremtáblázata sportlövészetben | A 2014. évi nyári ifjúsági olimpiai játékok éremtáblázata sportlövészetben | Olimpia  |
| -------------------------------------------------------------------------- | -------------------------------------------------------------------------- | -------------------------------------------------------------------------- | -------------------------------------------------------------------------- | -------------------------------------------------------------------------- | -------- |
|                                                                            | Ország                                                                     | Arany                                                                      | Ezüst                                                                      | Bronz                                                                      | Összesen |
| –                                                                          | Nemzetek vegyes csapatai                                                   | 2                                                                          | 2                                                                          | 2                                                                          | 6        |
| 1.                                                                         | Kína (CHN)                                                                 | 1                                                                          | 0                                                                          | 0                                                                          | 1        |
| 1.                                                                         | Lengyelország (POL)                                                        | 1                                                                          | 0                                                                          | 0                                                                          | 1        |
| 1.                                                                         | Svájc (SUI)                                                                | 1                                                                          | 0                                                                          | 0                                                                          | 1        |
| 1.                                                                         | Ukrajna (UKR)                                                              | 1                                                                          | 0                                                                          | 0                                                                          | 1        |
|                                                                            |                                                                            |                                                                            |                                                                            |                                                                            |          |
| 5.                                                                         | Dél-Korea (KOR)                                                            | 0                                                                          | 1                                                                          | 1                                                                          | 2        |
| 6.                                                                         | Oroszország (RUS)                                                          | 0                                                                          | 1                                                                          | 0                                                                          | 1        |
| 6.                                                                         | Örményország (ARM)                                                         | 0                                                                          | 1                                                                          | 0                                                                          | 1        |
| 6.                                                                         | Szingapúr (SIN)                                                            | 0                                                                          | 1                                                                          | 0                                                                          | 1        |
|                                                                            |                                                                            |                                                                            |                                                                            |                                                                            |          |
| 9.                                                                         | Franciaország (FRA)                                                        | 0                                                                          | 0                                                                          | 1                                                                          | 1        |
| 9.                                                                         | Magyarország (HUN)                                                         | 0                                                                          | 0                                                                          | 1                                                                          | 1        |
| 9.                                                                         | Németország (GER)                                                          | 0                                                                          | 0                                                                          | 1                                                                          | 1        |
|                                                                            |                                                                            |                                                                            |                                                                            |                                                                            |          |
| Összesen                                                                   | Összesen                                                                   | 6                                                                          | 6                                                                          | 6                                                                          | 18       |

## Érmesek

### Fiú
| A 2014. évi nyári ifjúsági olimpiai játékok érmesei fiú sportlövészetben |                                  |                                      |                                       |
| Versenyszám                                                              | Arany                            | Ezüst                                | Bronz                                 |
| 10 m-es légpuska                                                         | Yang Haoran · Kína (CHN)         | Hrachik Babayan · Örményország (ARM) | Péni István · Magyarország (HUN)      |
| 10 m-es légpisztoly                                                      | Pavlo Korostylov · Ukrajna (UKR) | Kim Cheongyong · Dél-Korea (KOR)     | Edouard Dortomb · Franciaország (FRA) |

### Lány
| A 2014. évi nyári ifjúsági olimpiai játékok érmesei lány sportlövészetben |                                   |                                          |                                 |
| Versenyszám                                                               | Arany                             | Ezüst                                    | Bronz                           |
| 10 m-es légpuska                                                          | Sarah Hornung · Svájc (SUI)       | Martina Lindsay Veloso · Szingapúr (SIN) | Julia Budde · Németország (GER) |
| 10 m-es légpisztoly                                                       | Agata Nowak · Lengyelország (POL) | Margarita Lomova · Oroszország (RUS)     | Kim Minjung · Dél-Korea (KOR)   |

### Vegyes
| A 2014. évi nyári ifjúsági olimpiai játékok érmesei vegyes sportlövészetben |                                                                           |                                                                 |                                                                      |
| Versenyszám                                                                 | Arany                                                                     | Ezüst                                                           | Bronz                                                                |
| 10 m-es légpuska                                                            | Hadir Mekhimar · Egyiptom (EGY) · Péni István · Magyarország (HUN)        | Fernanda Russo · Argentína (ARG) · Shao-Chuan Lu · Mexikó (MEX) | Viktoriya Sukhorukova · Ukrajna (UKR) · Shao-Chuan Lu · Tajvan (TPE) |
| 10 m-es légpisztoly                                                         | Lidia Nencheva · Bulgária (BUL) · Vladimir Svechnikov · Üzbegisztán (UZB) | Teh Xiu Yi · Szingapúr (SIN) · Ahmed Mohamed · Egyiptom (EGY)   | Agate Rasmane · Lettország (LAT) · Wilmar Madrid · Guatemala (GUA)   |